# Animoscopia
Animoscopia è l'undicesimo album in studio del cantante italiano Franco Ricciardi, pubblicato il 25 giugno 1999 dall'etichetta Itwhy e composto da 10 tracce con uno stile nettamente diverso rispetto ai precedenti lavori.

## Album
Il disco si presenta con un sound nettamente diverso da quelli che erano i suoi album precedenti ma che premia, ancora una volta, il coraggio e la voglia di cambiare di Franco di spaziare su altri generi musicali e temi sociali come l'immigrazione con il brano Viento nuovo, il degrado delle periferie con il brano 167 dedicato al suo quartiere natale Scampia, e il brano Vivo che Franco dedica al suo primogenito Salvatore

## Tracce
1. Sient' arint – 4:27
2. Vivo – 4:00
3. 167 – 4:06
4. Non passa – 4:18
5. Stelletè – 3:38
6. Nun t'addurmì – 4:21
7. Guagliò – 3:30
8. Bella – 3:29
9. Grida – 4:15
10. Viento nuovo – 4:26